# Viola paradoxa
Viola paradoxa é uma espécie de planta com flor pertencente à família Violaceae. É endémica do Arquipélago da Madeira.
A autoridade científica da espécie é Lowe, tendo sido publicada em Transactions of the Cambridge Philosophical Society 6: reimp. 28. 1838.

## Proteção
Encontra-se protegida por legislação portuguesa ou da Comunidade Europeia, nomeadamente pelo Anexo II e IV da Diretiva Habitats e pelo Anexo I da Convenção sobre a Vida Selvagem e os Habitats Naturais na Europa.